# Luis D. Cabral
Luis D. Cabral (3 de agosto de 1854 - 25 de enero de 1919) fue un marino argentino que sirvió en la armada de su nación a fines del siglo XIX.

## Biografía
Luis D. Cabral nació el 3 de agosto de 1854. 
Ingresó a la Armada Argentina el 15 de diciembre de 1868 como marinero y en 1869 fue dado de alta como aspirante, participando de la Guerra del Paraguay.
En 1871 era promovido a subteniente y en 1878 con el grado de teniente asumió el mando del transporte Santa Fe, buque hospital a disposición de la Junta de Lazaretos estacionado en la rada del puerto de la ciudad de Buenos Aires.
Fue uno de los fundadores del Centro Naval (4 de mayo de 1882), cuya primera Comisión Directiva integró como vocal.
Se retiró con el grado de capitán de navío el 29 de noviembre de 1909. Falleció el 25 de enero de 1919 y sus restos fueron inhumados en el Panteón de Guerreros del Paraguay.
Estudioso de la historia naval de su país, en 1881 escribió el Diccionario Naval Argentino y en 1904 los Anales de los buques de la Marina de Guerra de la República Argentina. Fue condecorado con las medallas de la Guerra del Paraguay y la Campaña del Río Negro.